# Kitanoumi Toshimitsu
Kitanoumi Toshimitsu (japanisch 北の湖 敏満; * 16. Mai 1953 in Sōbetsu, Präfektur Hokkaidō als Obata Toshimitsu (小畑 敏満); † 20. November 2015 in Fukuoka) war ein japanischer Sumōringer und der 55. Yokozuna. Von 2002 bis 2008 und erneut von 2012 bis zu seinem Tod war er Vorsitzender des Sumōverbands.
Kitanoumi wird zu den großen Sumōkämpfern von der Insel Hokkaidō gezählt, die den Sport über Jahrzehnte hinweg dominierten. Er erhielt den Titel Yokozuna 1974 im Alter von nur 21 Jahren und stellte damit einen neuen Altersrekord auf. Auch die Liste seiner kämpferischen Rekorde ist beachtlich: In sieben Jahren seiner Amtszeit als Yokozuna konnte er von allen Ringern die meisten Siege im jeweiligen Jahr verbuchen. Kitanoumi gewann während seiner ganzen Karriere 24 Turniere, davon sieben ohne Niederlage.
Zu Beginn der 1980er wurde Kitanoumi von einer Serie von Verletzungen geplagt. Nach einem letzten Turniersieg 1984 trat er 1985 vom aktiven Sumō zurück. Ein anderer Rikishi aus Hokkaidō, Chiyonofuji, trat sein Erbe an.
Kitanoumi konnte an seine Laufbahn als aktiver Sportler eine ebenfalls sehr erfolgreiche Tätigkeit abseits des Rings anschließen. Er gründete seinen eigenen Stall Kitanoumi-beya und stieg in der Hierarchie des Nihon Sumō Kyōkai auf: 1988 wurde er Shimpan-bucho (Oberster Shimpan) und 2002 trat er den Vorsitz des Sumōverbandes an.